# Distretti della Liberia

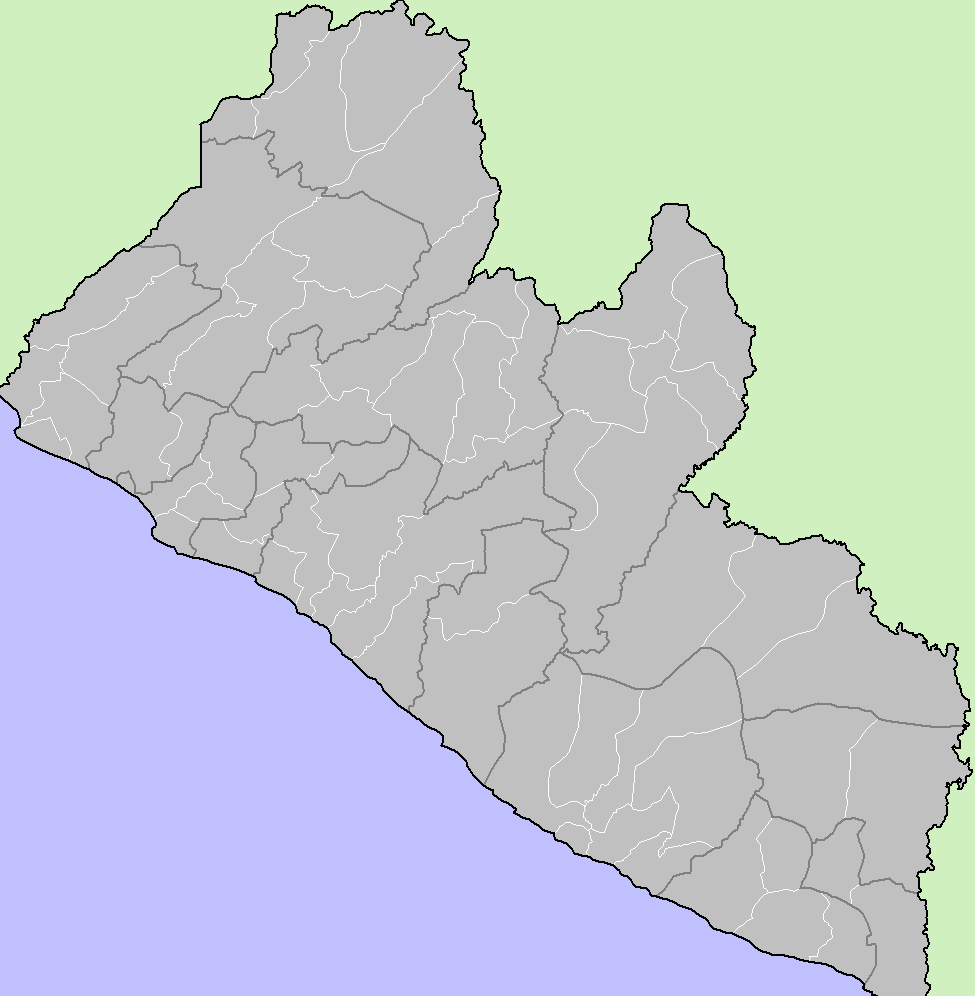
Distretti della Liberia

I distretti della Liberia costituiscono la suddivisione territoriale di secondo livello del Paese, dopo le contee, e ammontano a 136.

## Lista
Contea di Bomi
| Distretto                |
| ------------------------ |
| Distretto di Dowein      |
| Distretto di Klay        |
| Distretto di Senjeh      |
| Distretto di Suehn Mecca |

Contea di Bong
| Distretto                  |
| -------------------------- |
| Distretto di Boinsen       |
| Distretto di Fuamah        |
| Distretto di Jorquelleh    |
| Distretto di Kokoyah       |
| Distretto di Kpaai         |
| Distretto di Panta         |
| Distretto di Salala        |
| Distretto di Sanoyeah      |
| Distretto di Suakoko       |
| Distretto di Tukpahblee    |
| Distretto di Yeallequelleh |
| Distretto di Zota          |

Contea di Gbarpolu
| Distretto                |
| ------------------------ |
| Distretto di Belleh      |
| Distretto di Bokomu      |
| Distretto di Bopolu      |
| Distretto di Gbarma      |
| Distretto di Gounwolaila |
| Distretto di Kongba      |

Contea di Grand Bassa
| Distretto                   |
| --------------------------- |
| Distretto di Commonwealth   |
| Distretto 1                 |
| Distretto 2                 |
| Distretto 3                 |
| Distretto 4                 |
| Distretto di Neekreen       |
| Distretto di Owensgrove     |
| Distretto di St. John River |

Contea di Grand Cape Mount
| Distretto                 |
| ------------------------- |
| Distretto di Commonwealth |
| Distretto di Garwula      |
| Distretto di Golakonneh   |
| Distretto di Porkpa       |
| Distretto di Tewor        |

Contea di Grand Gedeh
| Distretto                |
| ------------------------ |
| Distretto di B'hai       |
| Distretto di Cavala      |
| Distretto di Gbao        |
| Distretto di Gboe-Ploe   |
| Distretto di Glio-Twarbo |
| Distretto di Konobo      |
| Distretto di Putu        |
| Distretto di Tchien      |

Contea di Grand Kru
| Distretto                      |
| ------------------------------ |
| Distretto di Barclayville      |
| Distretto di Bleebo            |
| Distretto di Bolloh            |
| Distretto di Dorbor            |
| Distretto di Dweh              |
| Distretto di Felo-Jekwi        |
| Distretto di Fenetoe           |
| Distretto di Forpoh            |
| Distretto di Garraway          |
| Distretto di Gee               |
| Distretto di Grand Cess Wedabo |
| Distretto di Kpi               |
| Distretto di Lower Jloh        |
| Distretto di Nrokwia-Wesidow   |
| Distretto di Trenbo            |
| Distretto di Upper Jloh        |
| Distretto di Wlogba            |

Contea di Lofa
| Distretto                 |
| ------------------------- |
| Distretto di Foya         |
| Distretto di Kolahun      |
| Distretto di Quardu Bondi |
| Distretto di Salayea      |
| Distretto di Vahun        |
| Distretto di Voinjama     |
| Distretto di Zorzor       |

Contea di Margibi
| Distretto                |
| ------------------------ |
| Distretto di Firestone   |
| Distretto di Gibi        |
| Distretto di Kakata      |
| Distretto di Mambah-Kaba |

Contea di Maryland
| Distretto                   |
| --------------------------- |
| Distretto di Gwelekpoken    |
| Distretto di Harper         |
| Distretto di Karluway 1     |
| Distretto di Karluway 2     |
| Distretto di Nyorken        |
| Distretto di Pleebo/Sodeken |
| Distretto di Whojah         |

Contea di Montserrado
| Distretto                     |
| ----------------------------- |
| Distretto di Careysburg       |
| Distretto di Commonwealth     |
| Distretto di Greater Monrovia |
| Distretto di St. Paul River   |
| Distretto di Todee            |

Contea di Nimba
| Distretto                       |
| ------------------------------- |
| Distretto di Boe & Quilla       |
| Distretto di Buu-Yao            |
| Distretto di Doe                |
| Distretto di Garr Bain          |
| Distretto di Gbehlay-Geh        |
| Distretto di Gbi & Doru         |
| Distretto di Gbor               |
| Distretto di Kparblee           |
| Distretto di Leewehpea-Mahn     |
| Distretto di Meinpea-Mahn       |
| Distretto di Sanniqquellie-Mahn |
| Distretto di Twan River         |
| Distretto di Wee-Gbehy-Mahn     |
| Distretto di Yarmein            |
| Distretto di Yarpea-Mahn        |
| Distretto di Yarwein-Mehnsonnoh |
| Distretto di Zoe-Gbao           |

Contea di River Cess
| Distretto                       |
| ------------------------------- |
| Distretto di Beawor             |
| Distretto di Central River Cess |
| Distretto di Doedain            |
| Distretto di Fen River          |
| Distretto di Jo River           |
| Distretto di Norwein            |
| Distretto di Sam Gbalor         |
| Distretto di Zartlahn           |

Contea di River Gee
| Distretto                |
| ------------------------ |
| Distretto di Chedepo     |
| Distretto di Gbeapo      |
| Distretto di Glaro       |
| Distretto di Karforh     |
| Distretto di Nanee       |
| Distretto di Nyenawliken |
| Distretto di Nyenebo     |
| Distretto di Potupo      |
| Distretto di Sarbo       |
| Distretto di Tuobo       |

Contea di Sinoe
| Distretto                  |
| -------------------------- |
| Distretto di Bodae         |
| Distretto di Bokon         |
| Distretto di Butaw         |
| Distretto di Dugbe River   |
| Distretto di Greenville    |
| Distretto di Jaedae        |
| Distretto di Jaedepo       |
| Distretto di Juarzon       |
| Distretto di Kpayan        |
| Distretto di Kulu Shaw Boe |
| Distretto di Plahn Nyarn   |
| Distretto di Pynes Town    |
| Distretto di Sanquin 1     |
| Distretto di Sanquin 2     |
| Distretto di Sanquin 3     |
| Distretto di Seekon        |
| Distretto di Wedjah        |